# Луїза Ангальт-Дессауська (1798–1858)
Луїза Фредеріка Ангальт-Дессауська (нім. Luise Friederike von Anhalt-Dessau; 1 березня 1798 — 11 червня 1858) — принцеса Ангальт-Дессау, донька спадкоємного принца Ангальт-Дессау Фрідріха та принцеси Гессен-Гомбурзької Амалії, дружина свого дядька, ландграфа Гессен-Гомбургу Густава.

## Біографія
Луїза народилася 1 березня 1798 року в Дессау. Вона була п'ятою дитиною та другою донькою в родині спадкоємного принца Ангальт-Дессау Фрідріха та його дружини Амалії Гессен-Гомбурзької. Від народження була глухою. Мала старших братів Леопольда та Георга й сестру Августу. Ще один брат помер до її народження. Згодом родина поповнилася ще двома синами.
Країною Ангальт-Дессау в цей час правив їхній дід Леопольд III. Дід з материнського боку, Фрідріх V, очолював Гессен-Гомбург. Батько помер, так і не ставши правителем, коли Луїзі було 13. Матір більше не одружувалася.

У 19 років принцеса була видана заміж за свого 37-річного дядька Густава Гессен-Гомбурзького. Весілля пройшло 12 лютого 1818 року в Дессау, за п'ять днів до дня народження нареченого. Густав був вояком австрійської армії, відзначався виключною хоробрістю. Вийшов у відставку у 1827 році в чині фельдмаршал-лейтенанта. У подружжя було троє дітей.

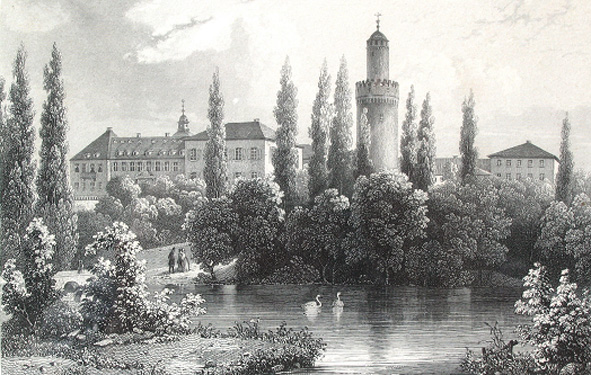
Гомбурзькій замок на гравюрі

Мешкало сімейство у Гомбурзькому замку. Двоє старших братів Густава померли бездітними, і у 1839 році він став кронпринцом Гессен-Гомбургу. Його старший брат Філіп, який став ландграфом, у 1840 році був призначений губернатором Майнцу і до 1844 року бував на своїх землях лише наїздами. Під час його відсутності Густав виконував функції правителя. В цей час Гомбург став відомим курортом, йшлося будівництво термального парку, готелів та ресторанів, брати Франсуа та Луї Блан активно організовували ігорний бізнес.
У 1846 році, після смерті Філіпа, Густав успадкував ландграфство. Їхній з Луїзою син помер, не залишивши нащадків, студентом у Бонні. Густав пішов з життя за дев'ять місяців після нього.
Луїза пережила чоловіка майже на десять років і померла у Гомбурзі за часів правління свого іншого дядька Фердинанда. Похована в родинному мавзолеї Гомбургів у Гомбурзі.

## Родина
Чоловік — Густав, ландграф Гессен-Гомбурзький
Діти:
- Кароліна (1819—1872) — дружина князя Генріха XX Ройсс-Грайцькаого, мала п'ятеро дітей;
- Єлизавета (1823—1864) — одружена не була, дітей не мала;
- Фрідріх (1830—1848) — помер в 17 років від грипу, одруженим не був, дітей не мав.